# 明智町立吉田中学校
明智町立吉田中学校（あけちちょうりつ　よしだちゅうがっこう）は、かつて岐阜県恵那郡明智町（現・恵那市）に存在した公立中学校。

## 概要
- 明智町の西部（旧・恵那郡吉田村）が校区であり、明智町立吉田小学校に併設され、吉田小中学校とも称した。
- 吉田小学校は、吉田中学校廃校後の1979年に明智町吉良見560-1に新築移転している。吉田中学校の所在地は吉田小学校の1978年までの所在地（明智町吉良見472。現・ふれあい会館吉良見。）である。

## 沿革
吉田中学校という名称の中学校は1948年4月から9月までと、1952年から1972年まで存在している。ここでは1948年に存在した吉田中学校を吉田中学校〈初代〉として記述する。
- 1947年（昭和22年）4月 - 恵那郡明知町、静波村、吉田村で学校組合を設立。明知町に明知町静波村吉田村学校組合立恵南中学校が開校。
- 1948年（昭和23年）
  - 4月 - 吉田村が学校組合から離脱。単独で吉田村立吉田中学校〈初代〉を開校する。吉田小学校に併設。
  - 9月 - 陶町と吉田村で学校組合を設立。吉田中学校〈初代〉は陶町立陶中学校に統合され廃校。吉田村の生徒は陶町吉田村組合立陶中学校に移る。
- 1952年（昭和27年）4月 - 学校組合が解消され、吉田村は単独で吉田村立吉田中学校を開校。吉田小学校に併設。
- 1955年（昭和30年）10月5日 - 吉田村は明智町に編入される。同時に明智町立吉田中学校に改称する。
- 1972年（昭和47年）4月 - 明智中学校に統合され廃校。明智中学校吉田分教室となる。
- 1974年（昭和49年）3月 - 吉田分教室を廃止。